# فرانك هيولت
فرانك هيولت (بالإنجليزية: Frank Hewlett)‏ هو صحفي أمريكي، ولد في 1913، وتوفي في 7 يوليو 1983.